# ITV Play
ITV Play là một kênh truyền hình tham gia 24/7 tồn tại trong thời gian ngắn tại Vương quốc Anh thuộc sở hữu của ITV plc. Tên ITV Play tiếp tục trên Mạng ITV cho đến tháng 12 năm 2007/2008.
Nó được phát hành dưới dạng một kênh độc lập trên Freeview (thay thế vị trí đã bị kênh Men & Motors sử dụng trước đó) vào ngày 19 tháng 4 năm 2006 và bắt đầu phát sóng trên nền tảng Sky vào ngày 24 tháng 7 năm 2006.
Kênh ITV Play được tạo ra để đáp ứng và hy vọng kiếm được tiền từ sự phổ biến của các chương trình đố vui đêm khuya trên Mạng ITV và ITV2 như Quizmania và The Mint. ITV Play cũng cung cấp các dịch vụ đánh bạc bổ sung trên trang web của họ.
Chi phí ít nhất 75p cho mỗi cuộc gọi để tham gia. Khoản phí này được thực hiện ngay cả khi người gọi không được đưa đến phòng thu. Một lộ trình miễn phí đã có sẵn thông qua trang web. Người dùng bị giới hạn ở 150 cuộc gọi / mục web trong khoảng thời gian 24 giờ. Vào những lúc cao điểm, người gọi có cơ hội 1 trên 8500 để đến phòng thu để chơi.

## Phê bình
Chi phí 75p cho mỗi cuộc gọi của một cơ hội tham gia vào các chương trình, cao hơn từ điện thoại di động. Người gọi được tính phí cho mỗi cuộc gọi họ thực hiện, cho dù có kết nối với phòng thu hay không. ITV đã hứa sẽ làm cho các chương trình của mình có giá trị sản xuất cao hơn các chương trình đố trên các kênh đố khác, nhưng với rất ít bằng chứng về điều đó. Nhiều người gọi đã bị giữ và không thể kết nối.
Các hạn chế đặt vào số lần thử gọi, 150 mỗi ngày, có nghĩa là trong khoảng thời gian 24 giờ, người gọi BT vẫn có thể chi tối đa 112,50 bảng mỗi ngày. Điều này đã thay đổi vào tháng 2 năm 2007 thành 100 cuộc gọi mỗi ngày, do đó, mức tối đa là 75 bảng mỗi ngày trên BT.
Vào tháng 1 năm 2007, Ofcom thấy ITV phạm tội vi phạm mã phát sóng của mình vì đã đưa ra câu trả lời cho các câu đố của nó quá tối nghĩa. Người xem phàn nàn sau hai câu trả lời cho câu hỏi "những món đồ nào có thể tìm thấy trong túi xách của phụ nữ?" được tiết lộ là " balaclava " và " rawlplugs ". Bài kiểm tra ngày 21 tháng 9 năm 2006 đã bị phát hiện vi phạm quy tắc rằng "các cuộc thi nên được tiến hành công bằng". Ofcom cảnh báo ITV Play rằng không được có thêm sự cố nào. Ofcom sau đó đã xác nhận đây là vi phạm chính thức đầu tiên của mã được ghi lại đối với ITV Play. Về phần mình, ITV Play đã mô tả nó như một sự cố "một lần" của sự phán xét kém.
Thể loại chương trình truyền hình Quiz tương tác cũng bị Ủy ban Văn hóa, Truyền thông và Thể thao chỉ trích nặng nề. Họ tuyên bố rằng các chương trình truyền hình gọi "nhìn chung và cảm thấy giống như đánh bạc", "thiếu công bằng và minh bạch" và họ khuyến khích mọi người gọi nhiều lần hơn mức họ có thể chi trả. Nếu ITV Play được phân loại là một kênh đánh bạc, nó sẽ buộc phải cung cấp 20% lợi nhuận cho các lý do chính đáng. Nghị sĩ Lao động Paul Farrelly đã đi xa hơn trong những lời chỉ trích về các kênh trong thể loại Quiz TV tham gia, mô tả chúng là "tương đương với trộm cắp".

## Đình chỉ và đóng cửa
Vào ngày 5 tháng 3 năm 2007, ITV đã thông báo rằng tất cả các cuộc thi và câu hỏi về điện thoại có phí bảo hiểm, bao gồm cả kênh ITV Play, sẽ bị đình chỉ trong khi một cuộc kiểm toán diễn ra. Các chương trình kết thúc vào đầu giờ ngày 6 tháng 3 năm 2007.
Cuộc kiểm toán đã được công bố sau một số vấn đề với các dịch vụ giá cao cấp ảnh hưởng đến ITV, BBC One và Kênh 4, tất cả đều phải gặp ICSTIS của cơ quan quản lý. ITV bổ nhiệm Deloitte làm kiểm toán viên độc lập.
Vào ngày 13 tháng 3 năm 2007, ITV đã thông báo rằng kênh ITV Play sẽ ngừng truyền vĩnh viễn sau những lo ngại gần đây về truyền hình tham gia.
Vào ngày 16 tháng 3 năm 2007, kênh cuối cùng đã đóng và bị xóa khỏi Sky EPG. Trên Freeview, vị trí kênh được thay thế bằng ITV2 + 1.

## Trò Chơi
Tất cả các chương trình dưới đây được hiển thị trên kênh ITV Play. Quizmania là trò chơi đã được hồi sinh kể từ sự sụp đổ của ITV Play.

### Quizmania
Quizmania, được trình bày bởi Greg Scott, Debbie King, Lee Baldry và những người khác và được sản xuất bởi FremantleMedia. Đó là chương trình đố vui qua điện thoại đầu tiên được sản xuất cho ITV. Thành công của chương trình này là một trong những lý do chính khiến ITV bắt đầu ITV Play. Tập cuối được phát vào ngày 14 tháng 1 năm 2007. Sê-ri trở lại vào ngày 17 tháng 7 năm 2008 dưới dạng một chương trình trực tuyến, được đồng sản xuất bởi Screen Pop Ltd. và Illuma Digital.

### The Call
The Call, được trình bày bởi Tim Dixon, Dave O'Reilly, Zö Christien và Emma Lee, có một tính năng gọi là Phrase that Pays và người chiến thắng có thể được thực hiện đơn giản bằng cách trả lời rằng "ITV is the Place to Play" chứ không phải bất cứ điều gì khác. Nó đã kết thúc vào ngày 22 tháng 12 năm 2006. Bộ truyện được sản xuất bởi ITV Productions (Granada) tại Manchester.

### The Common Room
The Common Room được phát sóng trong nửa giờ vào buổi tối sớm. The Common Room là Tim Dixon, Emma Lee và Zö Christien. Nó ra mắt trên ITV Play vào ngày 31 tháng 7. Không giống như các trò chơi ITV Play còn lại, đây là một chương trình trò chuyện với các giải thưởng nhỏ. Chương trình được phát sóng lần cuối vào ngày 10 tháng 11 năm 2006. Chương trình được sản xuất bởi ITV Productions (Granada) tại Manchester.

### The Daily Quiz!
Câu đố hàng ngày!, được trình bày bởi Kat Shoob, ra mắt vào ngày 13 tháng 3 năm 2006 và được sản xuất bởi Big Game TV Productions. & UKTV Vào ngày 19 tháng 5 năm 2006, các nhân viên của Đội chống lừa đảo đã đột kích các văn phòng của Big Game TV, nhà sản xuất của Câu đố hàng ngày! sau một cuộc điều tra của BBC Radio 4 cho chương trình You and Yours cho thấy các nhân viên tiếp tân được yêu cầu bỏ qua tất cả các cuộc gọi đến trong thời gian dài trong khi 150 cuộc gọi200 mỗi phút được gọi ở tốc độ 75p một lần.

### The Debbie King Show
The Debbie King Show là một chương trình đố vui theo phong cách tạp chí được chiếu vào khung giờ 10 giờ tối - 12 giờ 30 phút trên ITV Play. Nó bắt đầu vào ngày 5 tháng 3 năm 2007 và kết thúc vào ngày 6 tháng 3 năm 2007, chỉ kéo dài trong một chương trình do ITV Play được phát sóng vào ngày sau khi chương trình được phát hành. Chương trình được sản xuất bởi Hamma & Glamma Productions.

### The Mint
The Mint là một chương trình đố vui có các vị khách nổi tiếng tham gia. Giải thưởng £100,000 đã được tặng hai lần. Chương trình được trình bày bởi Brian Dowling, Kat Shoob, Craig Stevens, Cat Porter, Beverley French và Mark Rumble và đồng sản xuất bởi Ludus và E: TV. The Mint trong đó hơn 6 triệu bảng đã được cho đi, kết thúc vào ngày 14 tháng 2 năm 2007.

### The Mint Extra
The Mint Extra là một spin-off từ chương trình chính The Mint. Những người thuyết trình bao gồm Milo McCabe, Brian Dowling, Craig Stevens, Mark Rumble và Cat Porter.

### Playalong
ITV Playalong là một chương trình trò chơi văn bản không có người dẫn chương trình thường được hiển thị dưới dạng phụ trong hầu hết thời gian trong ngày.

### Play DJ
Play DJ là một chương trình đố vui văn bản tương tự như ITV Playalong, ngoại trừ với máy chủ và phòng thu thay vì màn hình "tĩnh". Những người thuyết trình của chương trình bao gồm Nigel Mitchell, Ruth Frances, Amy Garcia, Emma Lee, Mark Ryes, Tim Dixon và Greg Scott. Nó đã kết thúc vào ngày 6 tháng 3 năm 2007. Two Way TV sản xuất chương trình

### Play-date
Play-date là một chương trình hẹn hò. Chương trình bắt đầu độc quyền trên ITV2 vào tối muộn, nhưng sau đó có một vị trí trên ITV Play trong một buổi tối sớm. Những người thuyết trình của chương trình bao gồm Brendan Courtney, Dave O'Reilly và Kate Lawler. Nó đã kết thúc vào ngày 17 tháng 12 năm 2006. Nó được sản xuất bởi Hamma & Glamma Productions.

### Rovers Return Quiz
The Rovers Return Quiz là một bài kiểm tra quán rượu lấy cảm hứng từ Phố Đăng quang, dựa trên ngôi nhà công cộng hư cấu, được trình bày bởi Rachel Bullen (Roberts). The Rovers Return Quiz được phát sóng lần cuối vào ngày 13 tháng 10 năm 2006. Nó đã được thay thế bằng một phiên bản mở rộng của This Morning Puzzlebook. Bộ truyện được sản xuất bởi ITV Productions (Granada) tại Manchester.

### The School Run
The School Run được phát sóng hàng ngày vào đầu buổi tối (vào thứ Hai lúc 9 giờ tối), nó được tổ chức bởi Tim Dixon, Emma Lee hoặc Lawrie Jordon cho đến ngày 30 tháng 7 năm 2006. Nó đã được thay thế bằng Phòng chung. Bộ truyện được sản xuất bởi ITV Productions (Granada) tại Manchester.

### The Morning Puzzlebook
This Puzzle Puzzle là một chương trình đố vui với giải thưởng tiền mặt lớn được phát lần đầu tiên trên ITV Play, sau đó là một phần của chương trình tạp chí ban ngày This Morning. Những người thuyết trình bao gồm Zö Christien, Tim Dixon, Emma Lee, Dave O'Reilly, Allison Hammond và Ben Baldwin. Nó được phát sóng lần cuối vào ngày 22 tháng 12 năm 2006. Bộ truyện được sản xuất bởi ITV Productions (Granada) tại Manchester.

### Make Your Play
Make Your Play là sản phẩm ITV nội bộ đầu tiên ra mắt trên các kênh ITV chính. Chương trình bắt đầu vào cuối tuần trên ITV, với các chương trình được phát sóng trên kênh ITV Play vào phần còn lại của tuần. Chương trình có giải thưởng tiền mặt lớn hơn so với hầu hết các chương trình ITV Play khác, do đó, các cuộc gọi được gửi đến phòng thu trên cơ sở ít thường xuyên hơn.
Trong phần cuối của chương trình, chương trình được phát sóng bảy đêm một tuần trên ITV Play và ITV. Bộ truyện được sản xuất bởi ITV Productions (Granada) tại Manchester.
Make Your Play cũng là chương trình ITV Play cuối cùng được phát sóng trước khi thương hiệu bị ITV bỏ rơi. Tuy nhiên, thông báo rằng ITV Play sẽ không trở lại vào năm 2008.

### The Zone
Khu vực này chỉ được phát sóng trong sáu chương trình. Đó là một gameshow tương tác bắt đầu vào ngày 26 tháng 2 năm 2007, trên ITV Play và Men &amp; Motors trong khung giờ TV 3pm - 6pm. Những người thuyết trình bao gồm Anna Fowler và Dave O'Riley. Chương trình kết thúc vào ngày 6 tháng 3 năm 2007. Bộ truyện được sản xuất bởi ITV Productions (Granada) tại Manchester. Chương trình nói chung là một bản sao Make Your Play, với chủ đề màu sắc khác và giải thưởng tiền mặt thấp hơn.

### Glitterball
Glitterball được giới thiệu như là một thay thế cho The Mint. Chương trình được phát sóng bởi cùng một công ty sản xuất The Mint, và giới thiệu một trong những người thuyết trình chính của chương trình. Không giống như các chương trình ITV Play khác, các trò chơi được hiển thị trên một màn hình khổng lồ trong phòng thu chứ không phải bằng đồ họa trên màn hình của người xem. Chương trình cũng có một định dạng người dẫn chương trình đôi, thường là nam và nữ.
Chương trình cũng sống sót sau cuộc điều tra Ofcom về ITV Play, sau một vài đêm nghỉ, họ quay lại ITV và ITV Play cùng lúc, với một số người gọi nói rằng 'Thật tốt khi có bạn trở lại.'

### Glitterball Extra
Glitterball Extra, giống như The Mint Extra, đã được trình chiếu trên kênh ITV Play vào đầu buổi tối, trước khi chương trình chính được phát sóng. Do dư luận xấu từ cuộc điều tra Ofcom, khối lượng cuộc gọi đã giảm, vì vậy chương trình đã bị bỏ sau bảy tập.